# Olena Nemaixkalo
Olena Nemaixkalo   (Sant Petersburg, 25 de desembre de 1963) és una jugadora d'handbol russa de naixement, ja retirada, que va competir sota bandera soviètica, ucraïnesa i croata. És la mare de la també jugadora d'handbol Ekatarina Nemaškalo.
Amb l'equip de la Unió Soviètica va prendre part en els Jocs Olímpics d'Estiu de Seül de 1988, on guanyà la medalla de bronze en la competició d'handbol. Amb aquesta mateixa selecció també guanyà dues medalles d'or en el Campionat del món d'handbol, el 1986 i 1990.
Durant la temporada 1991-1992 va jugar a la segona divisió espanyola, per tot seguit posar punt-i-final a la seva carrera esportiva. Amb tot, a principis de 1993, va decidir tornar a l'handbol actiu, per jugar a l'Spartak Kíiv i poc després va debutar amb la selecció d'Ucraïna. A finals de 1993 marxà a jugar a Croàcia, primer a la segona divisió, i posteriorment al Lokomotiv de Zagreb. Durant set anys jugà amb la selecció nacional de Croàcia. També va jugar un breu període de temps a Itàlia. Finalment es retirà amb 38 anys i començà a exercir d'entrenadora, primer a Croàcia i posteriorment a Alemanya.